# NGC 6522
NGC 6522 es un cúmulo globular en la constelación de Sagitario.
Fue descubierto por William Herschel el 24 de junio de 1784.